# NGC 2573
NGC 2573 é uma galáxia espiral barrada (SBc) localizada na direcção da constelação de Octans. Possui uma declinação de -89° 20' 03" e uma ascensão recta de 1 horas, 41 minutos e 53,2 segundos.
A galáxia NGC 2573 foi descoberta em 29 de Março de 1837 por John Herschel.